# Кромбе, Люк-Петер
Лю́к-Пе́тер Кромбе́ (нидерл. Luc-Peter Crombé) (Опвейк, 14 января 1920 — Синт-Мартенс-Латем, 17 мая 2005) — известный фламандский художник.

## Биография
Его творческая учёба началась в Академии Святого Луки в городе Гент, затем следовал класс известного художника Константа Пермеке в Высшем Национальном институте Изящного искусства в городе Антверпен, откуда он сделал большой рывок: 5 лет в ателье у Гентского мастера Ёса Вердегема (Verdegem), — от необузданного Пермеке до утонченного искусства Вердегема. Всё это закреплялось неустанным самообразованием Кромбе. Он оттачивал своё мастерство, копируя работы старых мастеров в различных музеях мира. Ко всему этому, Кромбе наслаждался учёбой в особой школе Лувра (древнее искусство и реставрация).
Все полученные знания и опыт он воплощает в практику в ателье Ван де Велде (Гент) и в Лувре у профессора Серулаза (Париж).
Начиная с 1970 года Кромбе жил и творил в Синт-Мартенс-Латеме, где наряду с Морисом Схелком, Крисом Потсом, Леа Ван Дер Стратен, Джо Ван Россемом составлял так называемое четвёртое поколение Латемских художников.

## Премии
За свою творческую жизнь Кромбе становился лауреатом различных премий, среди которых:
- Премия за живую модель, 1947, Антверпен;
- Провинциальная премия, 1954, Восточная Фландрия;
- Премия за графику, 1955, Франкфурт;
- Премия Бенвенутто, 1956, Милан;
- Премия религиозного искусства «Саграда-фамилия», 1957, Барселона;
- Высшее звание «Worlds Fair», 1964;
- Премия чести, 1965, Детройт.
- Приз Опвейка в области культуры, 2020